# 僕多
僕多（?—?），或稱僕朋，西漢匈奴人，曾為霍去病下屬，任校尉。因軍功封煇渠侯，其子僕雷。

## 生平
僕多出身匈奴人，原為匈奴官員，後任職於漢朝軍隊。他跟隨霍去病，參與兩次漢朝攻打匈奴的戰役，因功封煇渠侯。
前122年（漢元狩元年），參與霍去病攻打匈奴戰役。前121年（漢元狩2年），再度隨霍去病出征，與匈奴右賢王作戰，因功封煇渠候。
前113年（漢元鼎四年），其子僕雷繼承煇渠侯。

## 同名侯國
渾邪王部眾鷹庇於前121年（漢元狩二年）封煇渠侯，稱煇渠悼侯。